# Jack Burmaster
John Hagelou "Jack" Burmaster (Elgin, Illinois, 23 de diciembre de 1926-Glenview, Illinois, 27 de septiembre de 2005) fue un jugador de baloncesto estadounidense que disputó una temporada en la NBA, además de jugar en la NBL y la NPBL. Con 1,91 metros de estatura, jugaba en la posición de base.

## Trayectoria deportiva

### Universidad
Jugó durante cuatro temporadas en los Fighting Illini de la Universidad de Illinois en Urbana Champaign, donde fue titular en tres de ellas. En 1948 fue incluido en el segundo mejor quinteto de la Big Ten Conference tras promediar 8,9 puntos por partido.

### Profesional
Fue elegido en la decimonovena posición del Draft de la NBA de 1948 por los St. Louis Bombers, pero acabó fichando por los Oshkosh All-Stars de la NBL. Cuando esta liga se unió a la BAA para formar la NBA, los All-Stars desaparecieron, y Burmaster fue asignado a los Milwaukee Hawks, quienes lo traspasaron a los Sheboygan Redskins.
En su primera temporada en el equipo promedió 9,8 puntos y 2,9 asistencias por partido. Al año siguiente el equipo dejó la NBA para competir en la NPBL, competición que ganaron, con Burmanster promediando 11,1 puntos por partido y siendo elegido en el segundo mejor quinteto de la liga.
Tras retirarse, entrenó durante 23 años en el high school de Evanston, Illinois, logrando 362 victorias por 145 derrotas.

## Estadísticas de su carrera en la NBA

### Temporada regular
| Temporada | Edad | Equipo             | Liga | P  | TIT | MIN | TC  | TCA  | %TC  | 3P | 3PA | %3P | TL  | TLA | %TL  | R.OF. | R.DEF. | REB | ASIS | ROB | TAP | PER | FP  | PTS |
| 1949-50   | 23   | Sheboygan Redskins | NBA  | 61 |     |     | 3.9 | 11.7 | .333 |    |     |     | 2.0 | 3.0 | .681 |       |        |     | 2.9  |     |     |     | 3.9 | 9.8 |
| Total     |      |                    | NBA  | 61 |     |     | 3.9 | 11.7 | .333 |    |     |     | 2.0 | 3.0 | .681 |       |        |     | 2.9  |     |     |     | 3.9 | 9.8 |

### Playoffs
| Temp.   | Edad | Equipo             | Liga | P | MIN | TCA | TC | 3PA | 3P | TLA | TL | R.OF. | REB | ASIS | ROB | TAP | PER | FP | PTS | %TC  | %3P | %FT   | MIN | PTS  | REB | AST |
| 1949-50 | 23   | Sheboygan Redskins | NBA  | 3 |     | 16  | 31 |     |    | 4   | 4  |       |     | 8    |     |     |     | 7  | 36  | .516 |     | 1.000 |     | 12.0 |     | 2.7 |
| Total   |      |                    | NBA  | 3 |     | 16  | 31 |     |    | 4   | 4  |       |     | 8    |     |     |     | 7  | 36  | .516 |     | 1.000 |     | 12.0 |     | 2.7 |